# 내 사랑 유리에
"내 사랑 유리에"는 2008년에 개봉한 대한민국의 영화이다.

## 캐스팅
- 강희 : 동아 역
- 고다미 : 유리에 역
- 김준배 : 산도적 역
- 양영조 : 썬맨 / 아빠 역
- 구혜령 : 엄마 역
- 황석정 : 산도적의 여인 / 미스코리아 후보 / 미스코리아 사회자 역 (우정출연)